# Wybrana (powieść)
Wybrana (tyt. oryg. ang. Uprooted) – powieść fantasy amerykańskiej pisarki Naomi Novik. Wydana w 2015 przez wydawnictwo Del Rey (ISBN 978-0804179034), a w Polsce przez wydawnictwo Rebis w tłumaczeniu Zbigniewa A. Królickiego (ISBN 978-83-7818-737-0).
Powieść zdobyła w 2016 nagrody: Nebula dla najlepszej powieści, Locusa dla najlepszej powieści fantasy Mythopoeic dla literatury fantasy w kategorii literatura dla dorosłych. Prawa do ekranizacji kupiła wytwórnia Warner Bros..

## Fabuła
Akcja powieści rozgrywa się w fikcyjnym kraju Polnia (Polnya), sąsiadującym z Rusją (Rosya). Bohaterką jest Agnieszka, która zostaje służącą czarnoksiężnika, o przydomku Smok. Z czasem wikła się coraz bardziej w walkę, którą czarodziej toczy z tajemniczą siłą kontrolującą śmiercionośny Bór. 

## Konteksty
Autorka, Polka z pochodzenia, wymienia baśń Agnieszka - Skrawek nieba Natalii Gałczyńskiej jako jedno ze źródeł inspiracji. W powieści pojawiają się polskie nazwy własne, niekiedy w anglojęzycznej transliteracji, imiona: Agnieszka, Kasia, Danka, Kazimierz (Kasimir), Zygmunt (Sigmund), Bogusław (Boguslav), Staszek (Stashek), Marysia (Marisha), nazwy miejscowości: Radomsko, Smolnik, Olszanka (Olshanka), Zatoczek (Zatochek).